# الحق في بيئة صحية في تونس

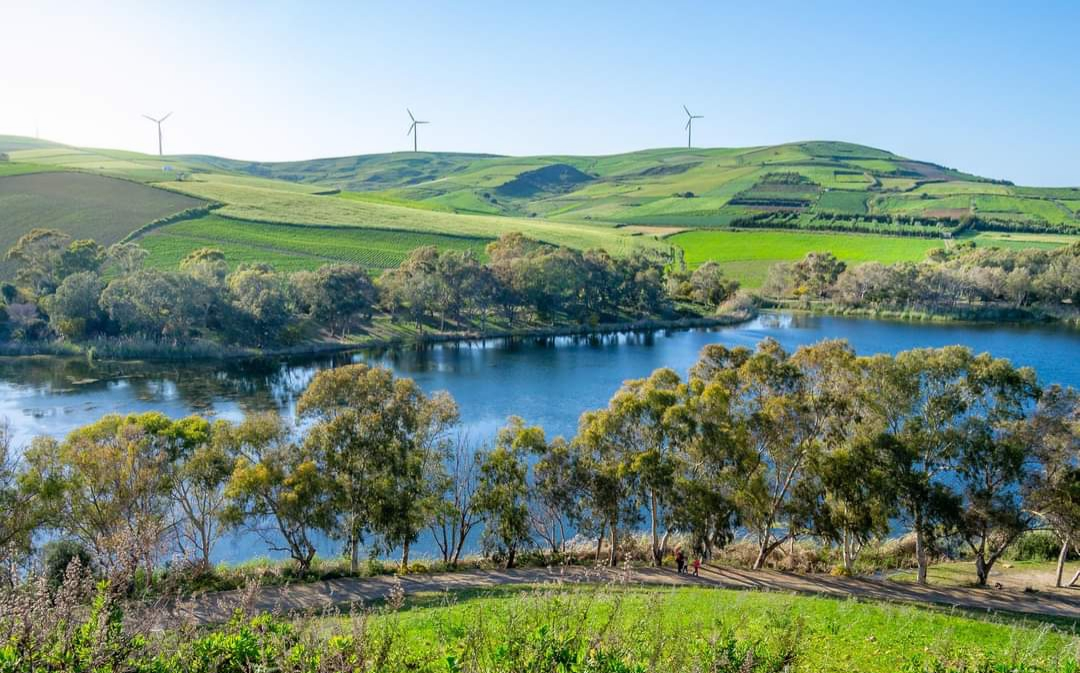
توربينات الرياح بولاية بنزرت.

الحق في بيئة صحية في تونس هو حق مُصنف ضمن حقوق الإنسان والحقوق الأساسية. وهو مكفول بشكل أساسي بموجب دستور تونس 2014 وأيضًا بموجب قوانين أخرى واتفاقيات دولية.

## الإطار القانوني

### الدستور التونسي
يكفل دستور الجمهورية التونسية لعام 2014 الحق في بيئة صحية في تونس، ولا سيَما المادة 45 التي تنص على: «تضمن الدولة الحق في بيئة سليمة ومتوازنة والمساهمة في سلامة المناخ. وعلى الدولة توفير الوسائل الكفيلة بالقضاء على التلوث البيئي».
كما ينص الدستور في المادة 12 من الفصل الأول على المبادئ العامة التي تهدف الدولة «تسعى الدولة إلى تحقيق العدالة الاجتماعية، والتنمية المستدامة، والتوازن بين الجهات، استنادا إلى مؤشرات التنمية واعتمادا على مبدأ التمييز الإيجابي. كما تعمل على الاستغلال الرشيد للثروات الوطنية».
ينص الدستور على عدد من الهيئات الدستورية المُستقلة التي تعمل على تعزيز الديمقراطية والتي تتمتع بالشخصية الاعتبارية والاستقلال الإداري والمالي. من بين هذه الهيئات، توفر هيئة للتنمية المستدامة وحقوق الأجيال القادمة. يجب استشارة هذا الأخير في مشاريع القوانين المتعلقة بالقضايا الاقتصادية والاجتماعية والبيئية.

### الاتفاقيات الدولية
صادقت الدولة التونسية على العديد من الاتفاقات الثنائية والمُتعددة الأطراف التي تتعلق بالحفاظ على البيئة ومنع التلوث، ومن بين هذه الاتفاقيات:
- اتفاقية الأمم المتحدة لمكافحة التصحر في البلدان المُتضررة بشكل خطير من الجفاف و/أو التصحر، ولا سيما في أفريقيا، المعتمدة في 17 يونيو 1994 (صادقت عليها بموجب القانون رقم 95-52 بتاريخ 19 يونيو 1995).
- الاتفاقية الدولية بشأن المسؤولية المدنية عن أضرار التلوث الزيتي، المُعتمدة في 29 نوفمبر/تشرين الثاني 1969 في بروكسل (انضمت إليها بموجب القانون رقم 76-13 بتاريخ 21 يناير 1976).
- اتفاقية لندن لمنع التلوث البحري الناتج عن تصريف الفضلات والمواد الأخرى، المعتمدة في 29 ديسمبر 1972 في لندن وموسكو ومكسيكو سيتي وواشنطن (انضمت إليها بموجب القانون رقم 76-17 بتاريخ 21 يناير 1976).
- اتفاقية برشلونة، المُعتمدة في 16 فبراير 1976 في برشلونة (صادقت عليها بالقانون رقم 77-29 بتاريخ 25 مايو 1977 والمُعدل بالقانون رقم 98-15 بتاريخ 23 فبراير 1998).

### القوانين الوطنية
قبل صُدور دستور 2014، نصت عدة قوانين على ضمان الحق في بيئة صحية. من بين هذه القوانين:
- المادة 3 من القانون رقم 88-91 بتاريخ 2 آب/أغسطس 1988 بشأن إنشاء الوكالة الوطنية لحماية البيئة والتي تنص على أن للوكالة مهمة تعزيز القانون البيئي وجودة الحياة.
- المادة 74 من القانون الأساسي للبلديات الصادر بالقانون رقم 75-33 بتاريخ 14 مايو 1975 والذي ينص على أن اللوائح البلدية تهدف إلى ضمان حماية بيئة معيشية صحية تضمن اندماج المُواطن بشكل ملائم في بيئته.

## الحقائق
رغم كل القوانين، يظلُّ الحق في بيئة صحية في تونس حقًا مُهملاً، وتُجرَّم أحيانًا الحركات الاجتماعية التي تدَّعي هذا الحق.